# Holigarna

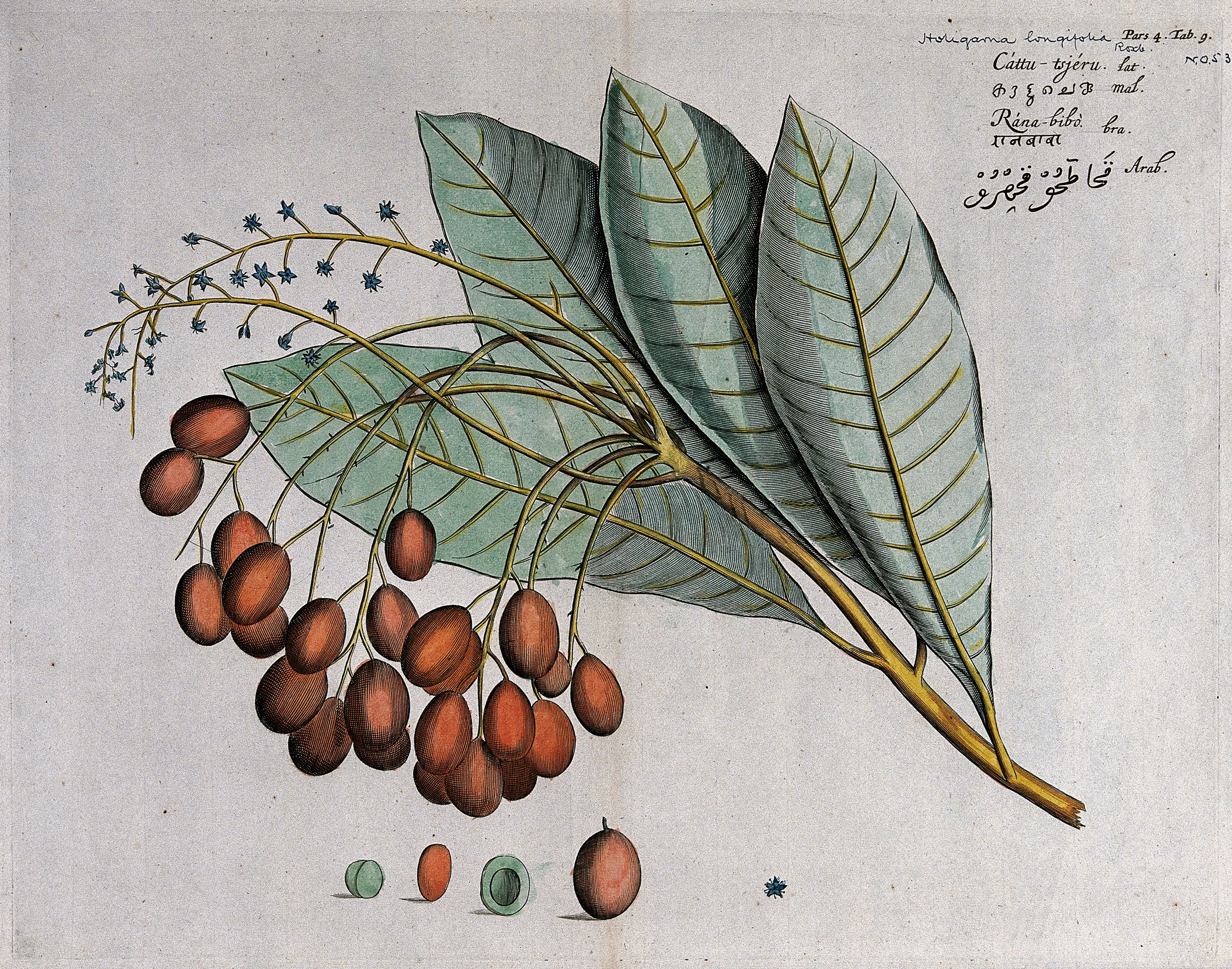
Holigarna arnottiana na historické ilustraci

Holigarna (Holigarna) je rod rostlin z čeledi ledvinovníkovité. Jsou to stromy s jednoduchými střídavými listy a drobnými květy v latovitých květenstvích. Semeník je spodní, plodem je peckovice. Rod zahrnuje 9 druhů a je rozšířen v tropické Asii od Indie po Indočínu. Šťáva z rostlin způsobuje podobně jako u řady jiných druhů z čeledi ledvinovníkovité kontaktní dermatitidy. Účinné látky jsou obdobné jako u jedovatce.

## Popis
Holigarny jsou dvoudomé nebo polygamní stromy, při poškození ronící pryskyřičnatou šťávu, která na vzduchu černá. Listy jsou jednoduché, celokrajné, střídavé, spirálně uspořádané, řapíkaté. Na okraji řapíku jsou 4 opadavé nebo vytrvalé přívěsky připomínající palisty. Květy jsou pětičetné, stopkaté, s dobře vyvinutou češulí, uspořádané v úžlabních nebo vrcholových latách.
Kalich je miskovitý. Korunní lístky jsou téměř volné.
Tyčinek je pět.
Semeník je spodní, srostlý ze 3 až 5 plodolistů a nesoucí stejný počet čnělek.
Plodem je peckovice. U některých druhů jsou plody obklopené kuželovitým hypokarpem. V dužnině plodů je hojná černá pryskyřice.

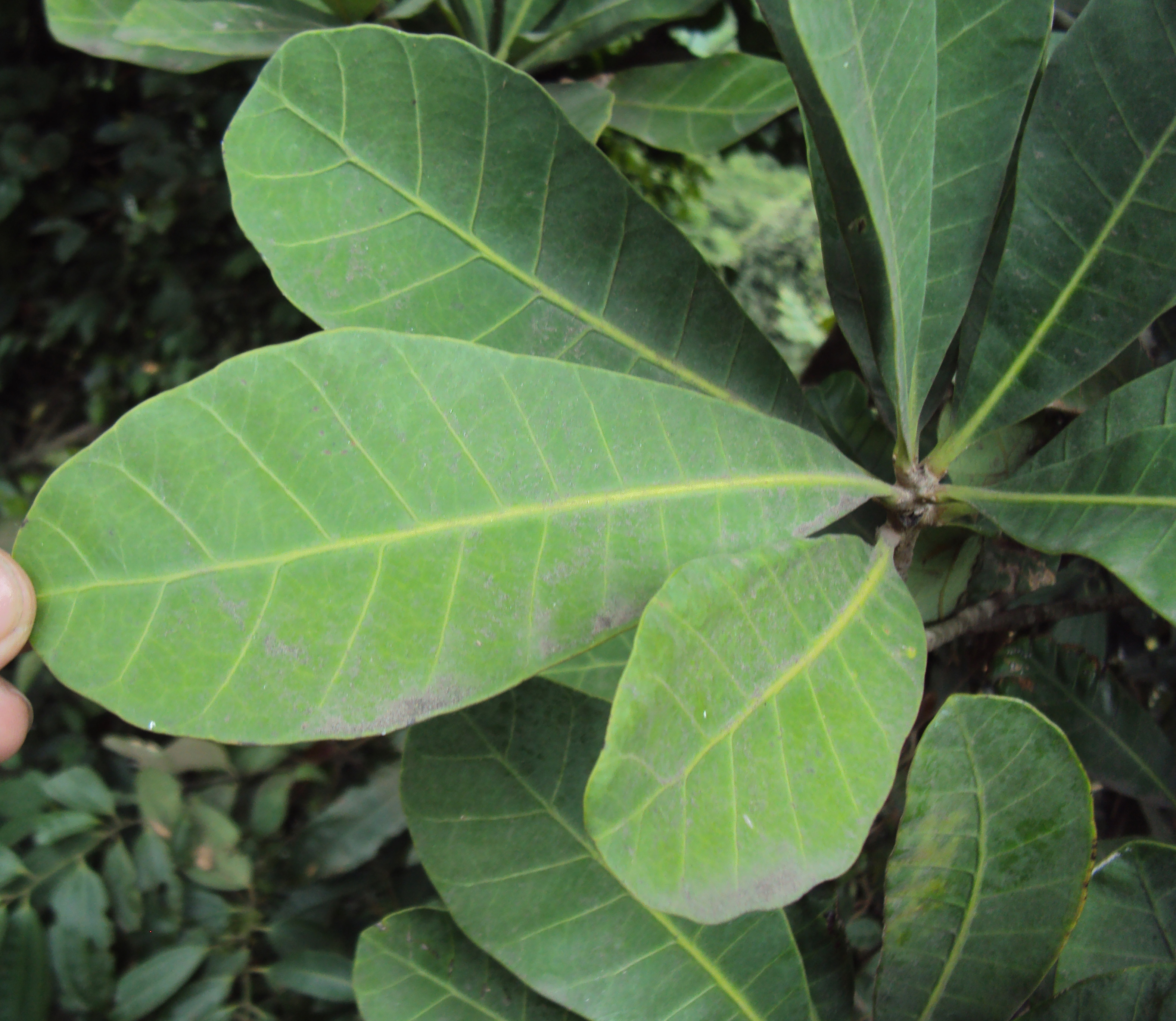
Listy Holigarna nigra
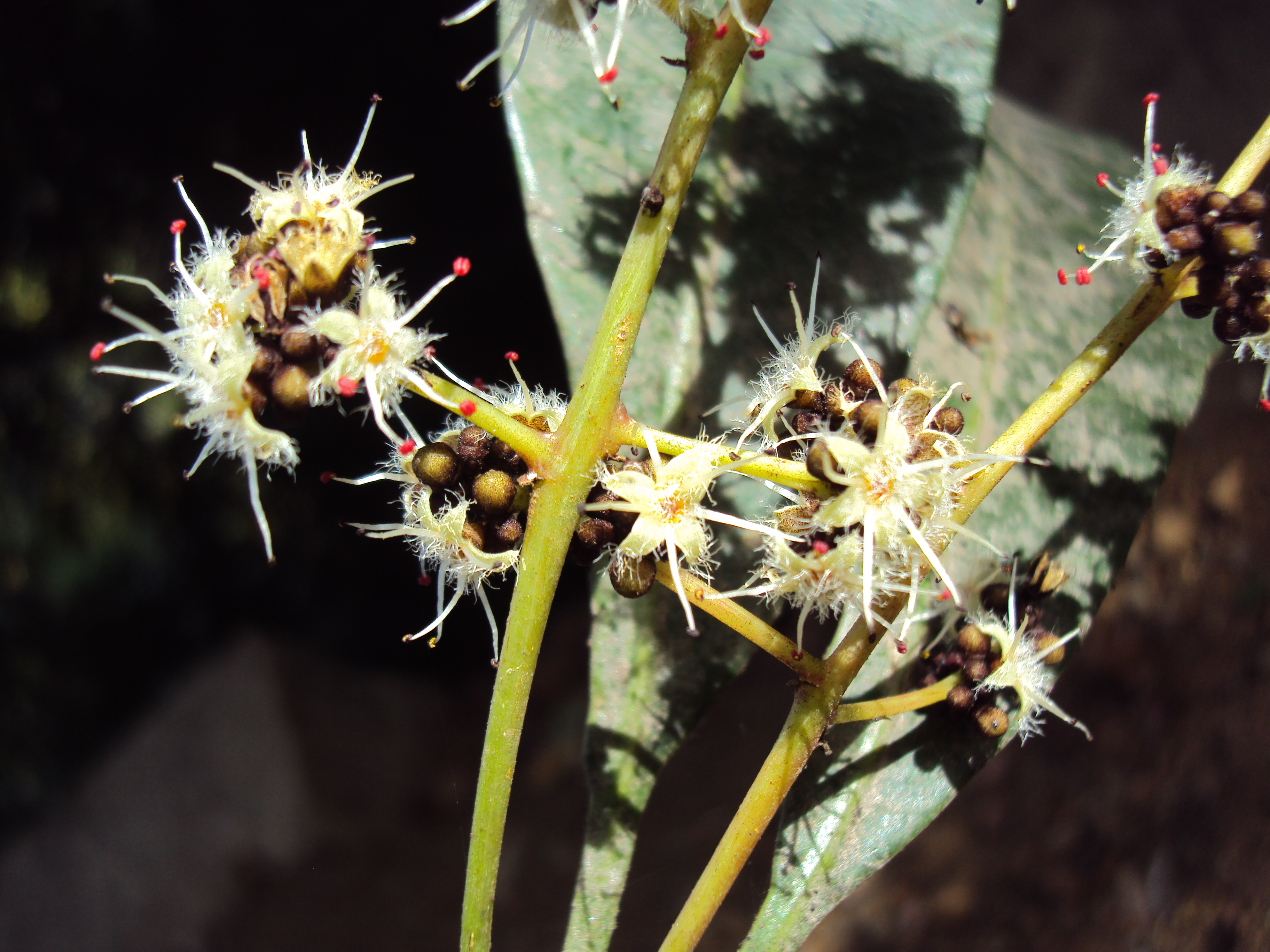
Detail květů Holigarna nigra
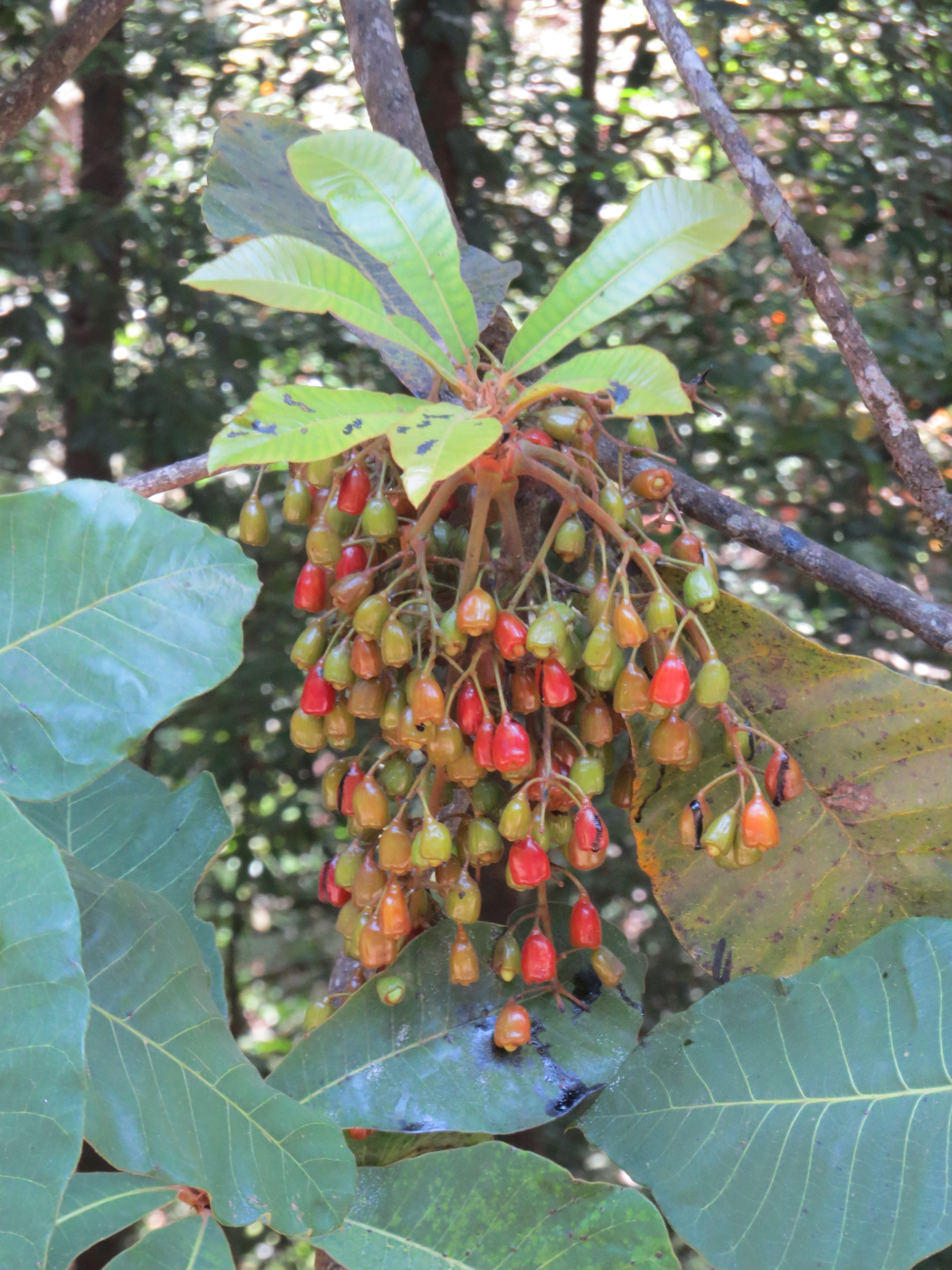
Plodenství Holigarna grahamii

## Rozšíření
Rod holigarna zahrnuje 9 druhů. Je rozšířen výhradně v tropické Asii od Indie po Thajsko a Vietnam. Vyskytuje se také na Andamanech. V Indii roste celkem 7 druhů, v Indočíně se vyskytují 4 druhy. Centrum druhové diverzity je v jihozápadní Indii.

## Ekologické interakce
Plody holigarn jsou šířeny savci. Druh Holigarna nigra je složkou potravy indického makaka lvího.
Na Holigarna grahmii se v Indii občas vyskytuje společenská ploštice Cyclopelta siccifolia.

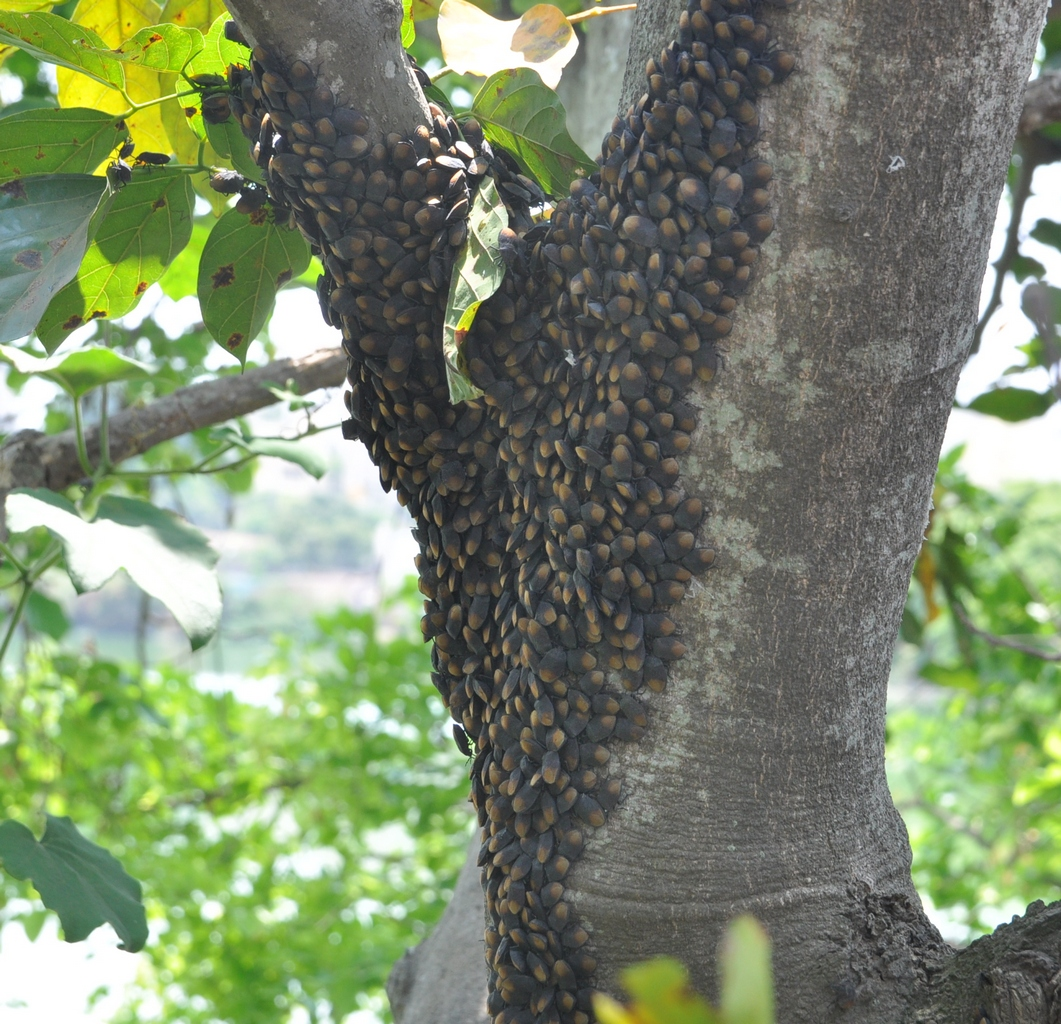
Ploštice Cyclopelta siccifolia
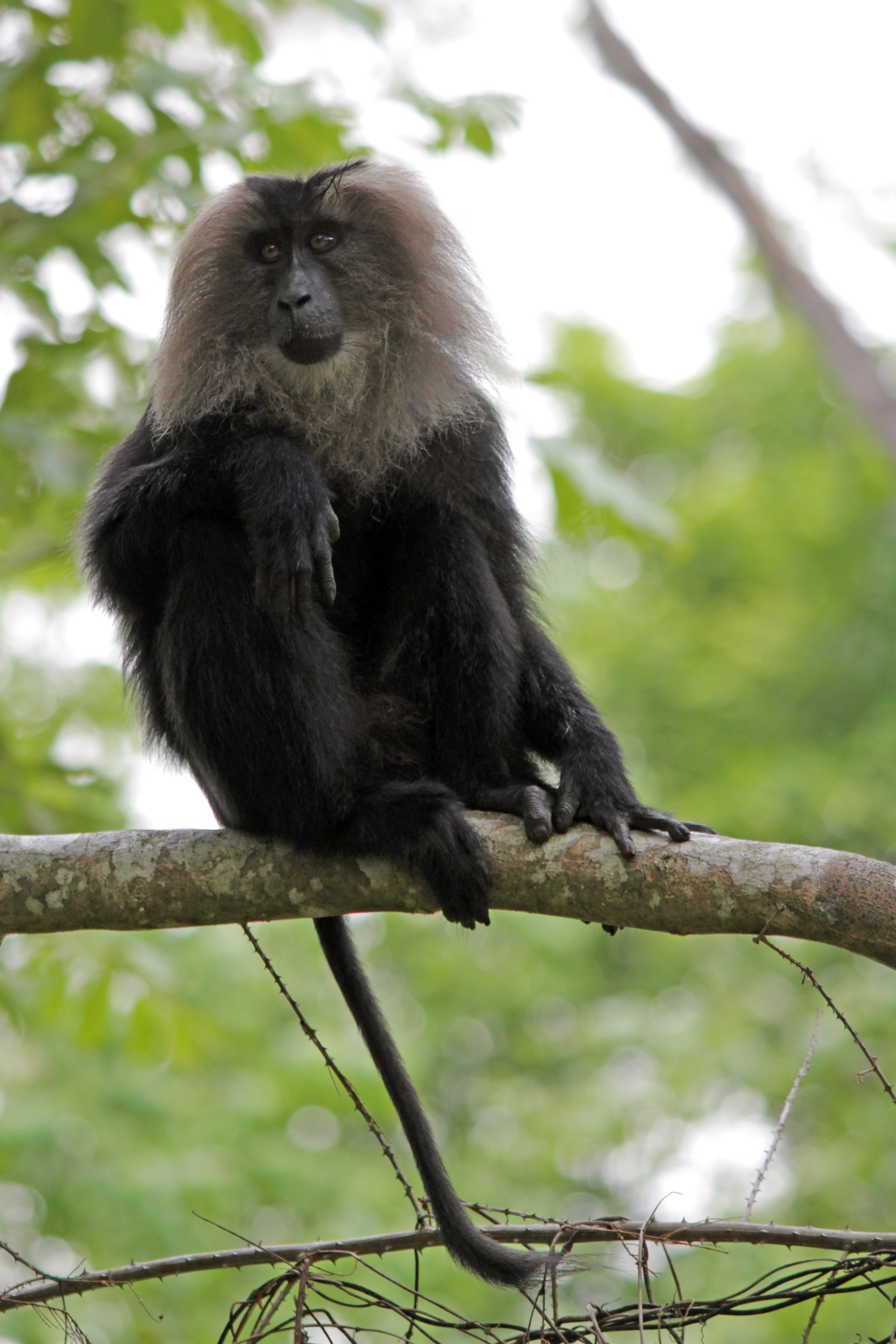
Makak lví

## Obsahové látky a jedovatost
Šťáva holigarn obsahuje obdobné látky jako známé jedovatce a bývá příčinou kontaktních dermatitid. Hlavní účinnou látkou Holigarna arnottiana je 3-heptadecylkatechol ze skupiny urushiolů, tedy stejná látka jako v severoamerickém jedovatci různolaločném.
Nebezpečný je rovněž kouř z hořícího dřeva.

## Taxonomie
Rod Holigarna je v rámci čeledi Anacardiaceae řazen do podčeledi Anacardioideae a tribu Semecarpeae.

## Význam
Druh Holigarna arnottiana je využíván v tradiční indické medicíně Sidha. Má antibakteriální účinky a používá se zevně při ošetřování řezných ran a zranění, dráždí však kůži.
Dřevo Holigarna longifolia je světle šedé měkké a velmi lehké.